# Argyrogramma intracta
Argyrogramma intracta är en fjärilsart som beskrevs av Walker 1858. Argyrogramma intracta ingår i släktet Argyrogramma och familjen nattflyn. Inga underarter finns listade i Catalogue of Life.